# Jaume V
|  | Per a altres significats, vegeu «Jaume V Appiani d'Aragona». |

Jaume V (10 d'abril de 1512 - 14 de desembre de 1542) fou rei d'Escòcia, fill i successor de Jaume IV.

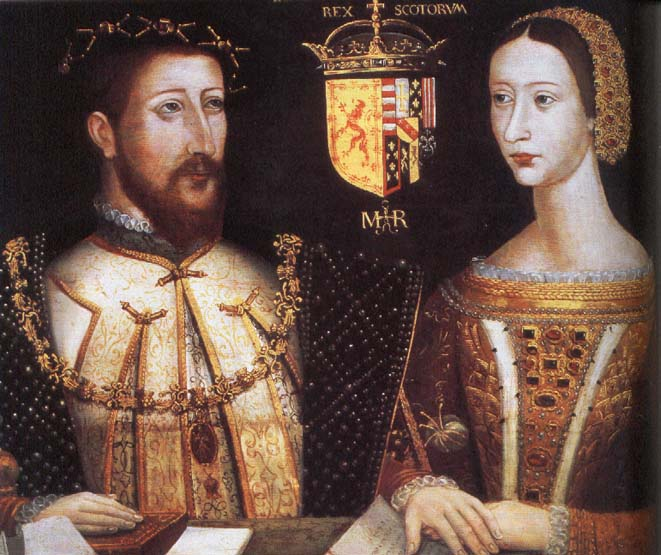
Jaume V d'Escòcia amb Maria de Guisa

La seva minoria d'edat fou dirigida per un parent seu, el proanglès duc d'Albany (també un Stuart), qui volia impulsar el protestantisme i que criticava el luxe i la corrupció del clergat escocès. Tanmateix, el rei declinà seguir l'exemple d'Enric VIII en proclamar-se cap de l'església d'Anglaterra, de manera que el 1525 el Parlament Escocès va condemnar i prohibir els llibres herètics, i aprofitaria la seva posició per obtenir concessions del Papa per la seva fidelitat a Roma i estrènyer els lligams amb França. Així imposaria com a primer ministre l'arquebisbe de Glasgow David Bethune, cap del partit catòlic i profrancès, qui el 1528 faria cremar a la foguera el primer protestant, Patrick Hamilton.
També es casaria amb la princesa francesa Maria de Guisa, cosa que accentuaria els enfrontaments entre els partits catòlic profrancès i el partit protestant proanglès.
Finalment, el 1542 Enric VIII d'Anglaterra envaí Escòcia i el vencé i matà a la batalla de Solway Moss.